# Onur Bayramoğlu
Onur Bayramoğlu (* 4. Januar 1990 in Eskişehir) ist ein türkischer Fußballspieler.

## Frühe Karriere
Er wuchs in einer sportlichen Familie auf. Sein Vater ist ein ehemaliger Fußballspieler und nationaler Tischtennis-Spieler und seine Mutter Volleyballspielerin. Er begann seine Fußballkarriere 2001 bei Eskişehir DSI Bentspor. Im Jahr 2008 unterzeichnete er beim Drittligisten Bozüyükspor und erzielte in 17 Spielen zwei Tore.

## Besiktas
Am 4. August 2009 unterschrieb er einen 5-Jahres-Vertrag mit Beşiktaş Istanbul. Er ist ein offensiver Mittelfeldspieler, der meistens hinter zwei Stürmern spielt. Sein Debüt in der Süper Lig gab er am 3. Oktober 2010 gegen Trabzonspor. In der Saison 2010/11 kam er auf insgesamt 12 Einsätze für die 1. Mannschaft Beşiktaş'. In der Saison 2011/12 wurde er vom neuen Trainer Carlos Carvalhal nicht bevorzugt und spielte nur für die Reserve.

## Gençlerbirliği
Zur Winterpause wurde er von Gençlerbirliği und dessen Trainer Fuat Çapa umworben. So wechselte er innerhalb der Liga zu Gençlerbirliği. Sein erstes Spiel für seine neue Mannschaft absolvierte er am 22. Januar 2012 im Süper-Lig-Spiel gegen den Stadtrivalen MKE Ankaragücü. Bereits nach einem Jahr verließ er diesen Verein. Für die Rückrunde der Saison 2012/13 wurde er an den Zweitligisten Karşıyaka SK ausgeliehen.

## Eskişehirspor und Bozüyükspor
Zur Saison 2013/14 wechselte Bayramoğlu innerhalb der Süper Lig zum Verein seiner Geburtsstadt, zu Eskişehirspor. Hier nahm er am vorsaisonlichen Vorbereitungscamp teil und wurde anschließend an Bozüyükspor ausgeliehen.

## Junioren-Nationalmannschaft
Er spielte sein erstes Spiel für die türkische U-19-Auswahl am 25. März 2009 gegen Russland. 2010 schlossen sich zwei Einsätze in der türkischen U-20 an.